# Maria Ley

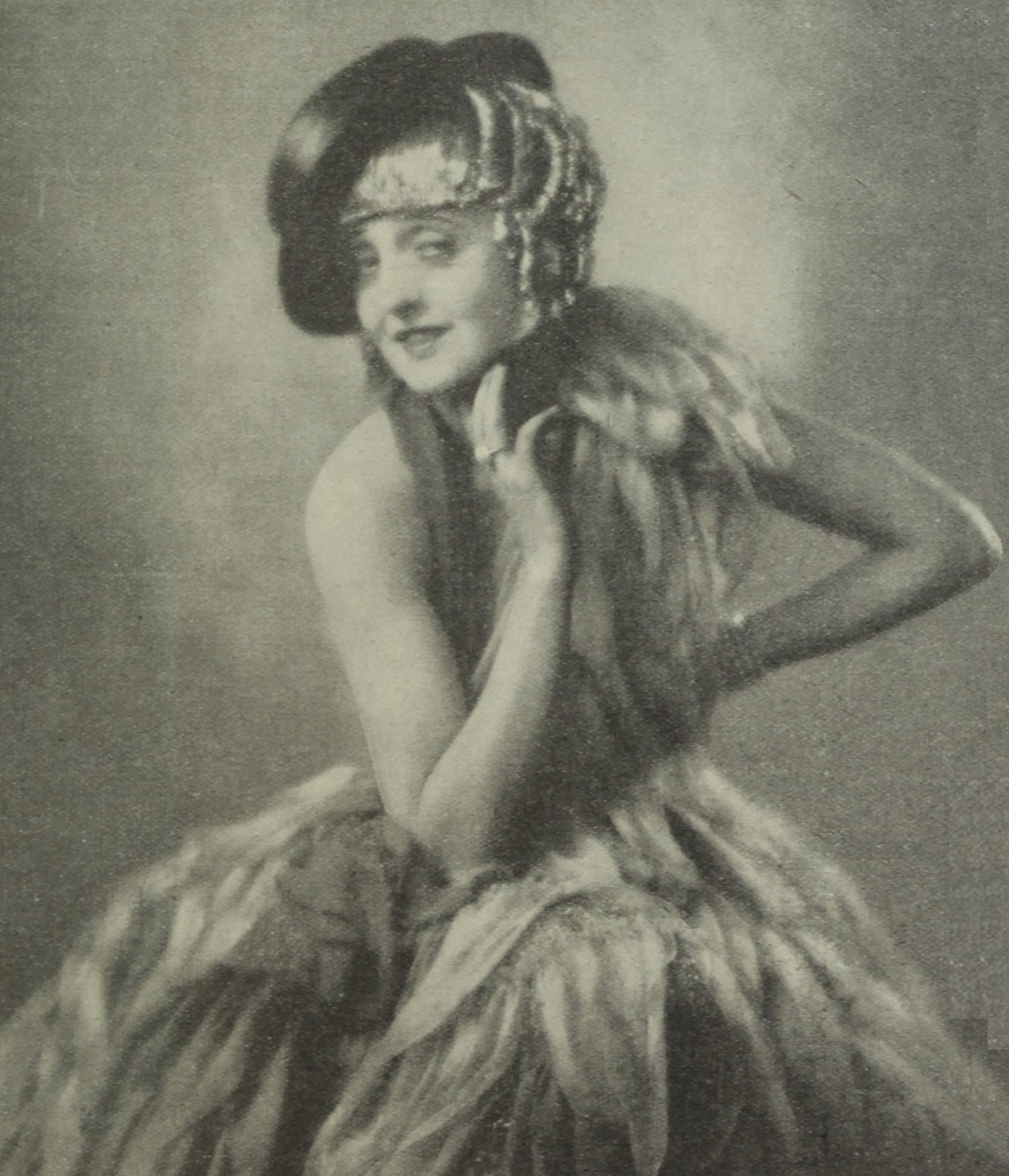
Aufnahme von Franz Xaver Setzer, 1925

Maria Ley (* 1. August 1898 in Klosterneuburg-Weidling als Friederica Flora Czada; Künstlername vor 1919 Loe Ley; † 14. Oktober 1999 in New York City) war eine österreichisch-amerikanische Tänzerin, Choreografin, Regisseurin und Dozentin für Tanz.

## Leben
Friederica Czada war die Tochter des Wiener Stadtbaumeisters Edmund Johann Czada (1861–1920) und seiner Gattin Friederike Schuldes (1876–1916) aus dem böhmischen Bodenbach. Sie hatte einen jüngeren Bruder Edmund (1902–1944) und einen Halbbruder Wilhelm (1917–1988). Während der Kriegsjahre erhielt Friederica Czada in Wien eine Ausbildung als Solotänzerin für klassisches Ballett im Stil der Fanny Elßler, offenbar bei Leopold Dubois. Zunächst lautete ihr Künstlername Loe Ley. „Um fortgesetzten Verwechslungen mit Trägerinnen ähnlich klingenden Namens auszuweichen“, nannte sie sich ab November 1919 Maria Ley. Nach der Trennung der Eltern lebte Maria Ley mit ihrer Mutter zeitweilig in Budapest und Bukarest und bestritt den gemeinsamen Lebensunterhalt eigener Darstellung zufolge durch Auftritte in einem Nachtclub und als Balletttänzerin.
Nach dem frühen Tod der Mutter kehrte Ley um 1916 zu ihrem Vater nach Wien zurück. Dort verfolgte sie seit ihrem Wiener Debüt im Mittleren Konzertsaal im Jahr 1919 eine Laufbahn als Solotänzerin und Schauspielerin und bot tänzerisch ein Spektrum zwischen Biedermeier und Neuzeit dar. Sie heiratete im selben Jahr den aus Tschechien stammenden österreichischen Offizier Robert Emanuel Bauer, der sie nach seinem finanziellen Ruin infolge mehrerer gescheiterter Projekte verließ. Um 1920 besetzte der österreichisch-ungarische Filmregisseur Peter Paul Felner sie mehrfach in Stummfilmen.
In den 1920er Jahren hatte sie als erfolgreiche Tänzerin zahlreiche internationale Auftritte unter anderem in Berlin, Paris (Casino de Paris und Olympia), Nizza, Monte Carlo, New York und Buenos Aires. So fand ein am 26. Februar 1920 von der Konzertdirektion Gutmann (siehe Hugo Knepler) veranstalteter Tanzabend im Großen Wiener Konzerthaussaal vor ausverkauftem Haus statt; die „reizende Künstlerin wurde mit Blumen und reichem Beifall überschüttet“. Die Presse urteilte:

„Die Künstlerin hat […] einen edlen Ausdruck für ihre Kunst gefunden. Alles, was bisher noch im Rahmen des Konventionellen bewegte, ist abgestreift und wir bekommen das eigentliche künstlerische Gesicht der Tänzerin zu sehen, das nicht nur sehr liebenswürdig ist, sondern auch starke individuelle Züge ausweist.“

Zwischen 1923 und 1929 arbeitete sie als Choreographin für Max Reinhardt bei den Salzburger Festspielen und in Berlin.
Auf Einladung der befreundeten Schriftstellerin und Salonniere Berta Zuckerkandl-Szeps verlegte Ley ihren Lebensmittelpunkt nach Paris – fortan fünfzehn Jahre lang ihre Wahlheimat. Dort lernte sie Frank Gerhard Deutsch (1899–1934) kennen, den Sohn des Industriellen und Mitbegründers der AEG Felix Deutsch und der Lilly Kahn aus Berlin. Durch eine zweite Heirat im April 1928 mit Frank Deutsch finanziell unabhängig geworden, gab sie ihre künstlerische Laufbahn auf. Sie nahm ein Studium der Literatur an der Pariser Sorbonne auf, das sie mit der „Licence de lettres“ abschloss. Mitte 1936 wurde sie promoviert. Ley war Verfasserin von Gedichten, Romanen und Theaterstücken (Grace Bennett, Roman, 1932; Lendemain, Schauspiel, 1933; Le chien dangereux, Schauspiel, uraufgeführt 1934 am Théâtre de la Madeleine, Paris, etc.).
Im November 1934 starb Frank Deutsch bei einem Autounfall im Bois de Boulogne. Da sein Vermögen in den Vorjahren stark zusammengeschmolzen war, ging seine Lebensversicherung von Suizid aus und verweigerte die im Todesfall vorgesehene Leistung, wogegen Maria Ley klagte.
Am 24. April 1937 ging sie als Witwe in Neuilly-sur-Seine eine dritte Ehe mit dem deutschen Regisseur und Vertreter des politischen Theaters Erwin Piscator (1893–1966) ein. Nach der Emigration in die Vereinigten Staaten zum Jahreswechsel 1938/39 war sie Dozentin an der New Yorker New School for Social Research. Mit Erwin Piscator gründete sie 1940 an der New School den Dramatic Workshop; Schüler waren unter anderem Harry Belafonte, Tony Curtis, Marlon Brando, Tony Randall und Walter Matthau. An den Bühnen des Dramatic Workshop führte sie mehrfach Regie (Lysistrata; The Imaginary Invalid; Petrified Forest). Nach Piscators Fortgang aus den Vereinigten Staaten im Herbst 1951 übernahm sie zeitweilig die Leitung des Workshops, unterhielt zwischen 1954 und 1960 das Maria Piscator Institute und anschließend einen Actor’s Workshop an der New School.
Aus persönlichen und beruflichen Gründen folgte sie ihrem Mann in den 1950er Jahren nicht nach Deutschland, blieb aber zeit seines Lebens eng mit ihm verbunden und besuchte ihn regelmäßig. Sie verfasste Bücher und Stücke und inszenierte. In Erinnerung an Erwin Piscator unterhielt sie in den 1970er und 1980er Jahren in New York eine „Piscator Foundation“ und stiftete 1986 den „Erwin Piscator Award“. Im Jahr 1987 wirkte Ley in Rosa von Praunheims Film Dolly, Lotte und Maria mit. Bis in die späten 1980er Jahre war sie als Gastdozentin an mehreren US-Hochschulen tätig. Die New School for Social Research zeichnete sie 1991 mit einer Ehrendoktorwürde aus.

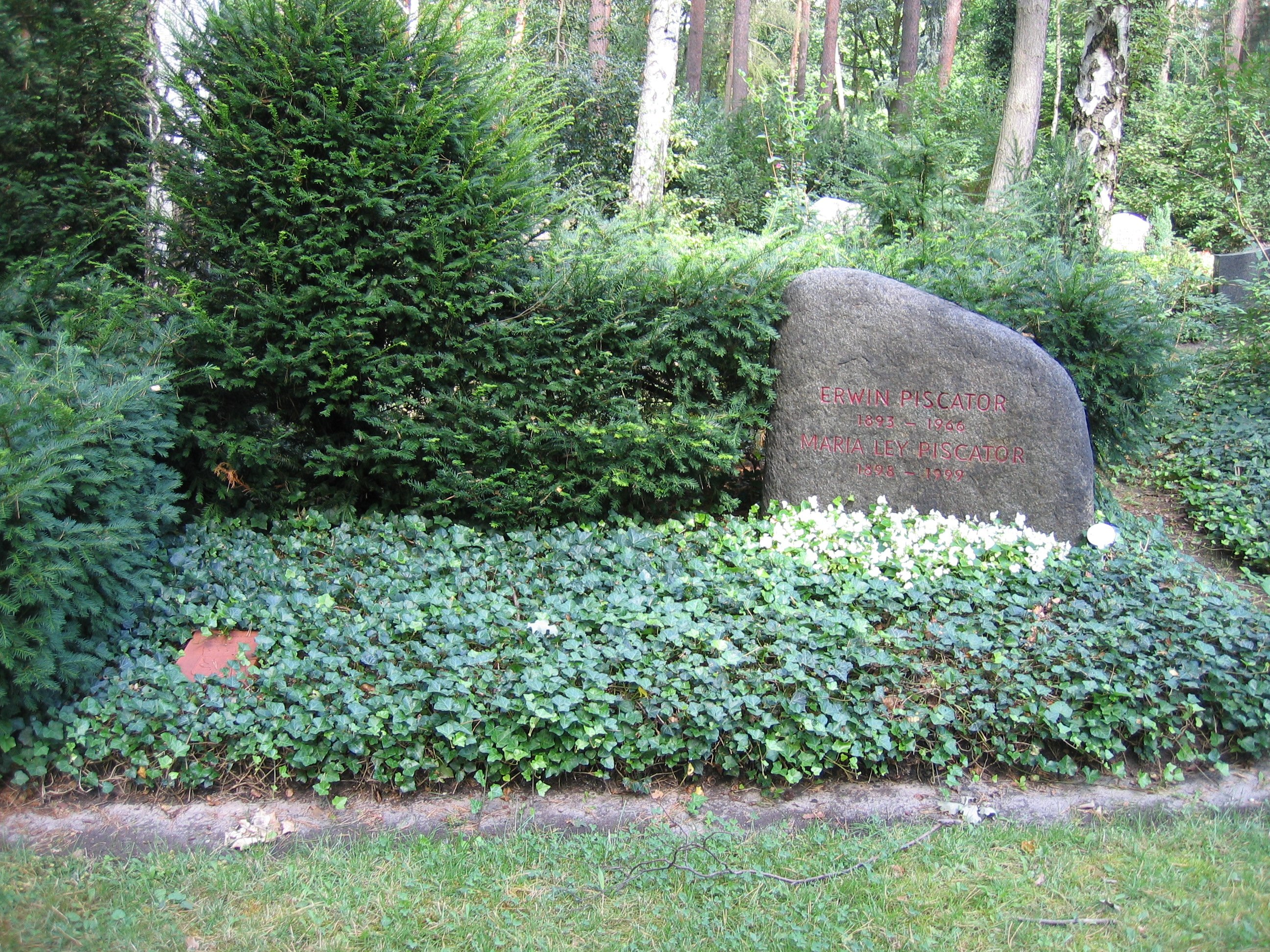
Ehrengrab von Maria Ley und Erwin Piscator auf dem Waldfriedhof Berlin-Zehlendorf.

## Bühnentanz im typisch wienerischen Stil
Maria Ley bezeichnete sich selbst als „Naturtänzerin“. Die eigentliche Berufung der Tänzerin sah sie darin, „Schönheit zu geben.“ Sie war berühmt für ihre „schönen und effektvollen Kostüme und das typisch Wienerische.“ Eine charakteristische wienerische Nummer Maria Leys aus der Zeit unmittelbar nach dem Ersten Weltkrieg war die humoristische Klatschbase in einem Kostüm nach einer Figurine Remigius Geylings zur Musik von Johann Strauß. Ihre Auftritte sind auf zeitgenössischen Druckpostkarten dokumentiert.

## Veröffentlichungen (Auswahl)
- Maria Ley: Das tanzende Ich. C. Konegen, Wien 1924.[23]
- Maria Ley-Deutsch: Drüben in Argentinien. Einige Erlebnisse. In: Neues Wiener Journal, 29. Juli 1928, S. 8 (online bei ANNO).
- Maria Ley-Deutsch: Le Gueux chez Victor Hugo. Droz, Paris 1936 (Bibliothèque de la Fondation Victor Hugo; 4).
- Maria Ley-Piscator: Lot’s Wife. Bobbs-Merrill, Indianapolis 1954 [in hebräischer Übersetzung 1956; in spanischer Übersetzung 1958].
- Maria Ley-Piscator: The Piscator Experiment. The Political Theatre. James H. Heineman, New York 1967 (3. Auflage 1979).
- Maria Piscator, Jean-Michel Palmier: Piscator et le Théâtre Politique. Avec 8 planches hors texte. Payot, Paris 1983.
- Maria Ley-Piscator: Der Tanz im Spiegel. Mein Leben mit Erwin Piscator. Wunderlich, Reinbek bei Hamburg 1989.

## Film und Fernsehen
- Gero von Boehm: Wortwechsel. Pas de deux der Künste. Gero von Boehm interviewt Maria Ley Piscator. Südwestfunk 1988 (Südwest 3-Premiere: 1. Juli 1988).
- Helmar Harald Fischer: Tanzendes Ich – Maria Ley-Piscators Leben und Vermächtnis. Sender Freies Berlin 1997 (90 Min.).
- Rosa von Praunheim: Dolly, Lotte und Maria – Rosa von Praunheim besucht drei deutsche Damen in New York. Norddeutscher Rundfunk 1986/87 (ARD-Premiere: 16. Februar 1987).